# Joe Kraemer
Pour les articles homonymes, voir Kramer.
Joe Kraemer est un compositeur, producteur et acteur.
Il a notamment composé la musique des trois premiers films réalisés par Christopher McQuarrie : Way of the Gun, Jack Reacher et Mission impossible : Rogue Nation.

## Filmographie

### comme compositeur

#### Cinéma
- 1997 : Final Decision (vidéo)
- 1998 : Burn de Scott Storm
- 1999 : Chi Girl de Heidi Van Lier
- 2000 : Way of the Gun (The Way of the Gun) de Christopher McQuarrie
- 2000 : Slammed de Michael Gene Brown
- 2003 : Hitcher II (The Hitcher II: I've Been Waiting) de Louis Morneau (vidéo)
- 2004 : Open House de Jag Mundhra
- 2004 : Somewhere de Thomas Whelan
- 2004 : Dynamite de Walter Baltzer
- 2005 : All Souls Day: Dia de los Muertos de Jeremy Kasten
- 2005 : My Big Fat Independent Movie de Philip Zlotorynski
- 2006 : The Darkroom de Michael Hurst
- 2006 : Monday de Heidi Van Lier
- 2006 : 10 minutes à vivre (Ten 'til Noon) de Scott Storm
- 2006 : Room 6 de Michael Hurst
- 2006 : Grand Junction de Freddy F. Hakimi
- 2006 : The Thirst  de Jeremy Kasten
- 2008 : Une virée en enfer 2 (Joy Ride 2: Dead Ahead) de Louis Morneau (vidéo)
- 2010 : Confession of a Gangster de Kenneth Castillo
- 2012 : Jack Reacher de Christopher McQuarrie
- 2013 : Favor de Paul Osborne
- 2013 : Blood Moon de Kenneth Kokin
- 2014 : Stranded de Daniel Petrie Jr.
- 2015 : Mission impossible : Rogue Nation (Mission: Impossible – Rogue Nation) de Christopher McQuarrie
- 2015 : Boned de Laura Lee Bahr
- 2016 : Blood Moon de Kenneth Kokin
- 2017 : Cruel Hearts de Paul Osborne
- 2018 : The Man Who Killed Hitler and Then The Bigfoot de Robert D. Krzykowski

#### Télévision
- 1997 : The Underworld
- 2002 : Une place au soleil (Framed)
- 2003 : Hard Ground
- 2003 : Roman noir (Mystery Woman)
- 2003 : Souvenirs perdus (A Time to Remember)
- 2004 : Des rêves de lendemain (A Place Called Home)
- 2004 : Dans le droit chemin (The Trail to Hope Rose)
- 2005 : Mystery Woman: Mystery Weekend
- 2005 : Mystery Woman: Snapshot
- 2005 : McBride: Murder Past Midnight
- 2005 : Mystery Woman: Sing Me a Murder
- 2005 : Mystery Woman: Vision of a Murder
- 2005 : Mystery Woman: Game Time
- 2005 : L'Aventure du Poséidon (The Poseidon Adventure)
- 2005 : House of the Dead 2: Dead Aim
- 2006 : Mystery Woman: At First Sight
- 2006 : Ma grand-mère est riche (Where There's a Will)
- 2006 : Dead and Deader

#### Courts métrages
- 2003 : The Ticket de David Fuller
- 2003 : The Last Stop Cafe de David Jeffery
- 2005 : Waiting for Silence de Chip Hale
- 2007 : My Lunch with Larry de Barry Edelstein
- 2008 : Birthmark de David Woods
- 2008 : Cowboy: A Love Story de Jenny McNabb
- 2008 : Us the Damned and God Himself de Chuck Michael
- 2009 : Ochophobia (Fear of Vehicles) de Cameron Fay
- 2010 : Chasm de David Hayter
- 2013 : Road Less Traveled de Cameron Radice
- 2014 : Riviera de Cameron Radice
- 2014 : Nostradamus de Thomas Ikimi
- 2015 : The Apple Tree de Scott Storm
- 2015 : Titans of Justice de Tom Hodges
- 2015 : Nice to Tweet You de Justin Maine
- 2016 : The Girl from Dinosaur Island de Celestino Marina
- 2016 : Notifications On de Justin Maine

### Comme producteur
- 1999 : Chi Girl

### Comme acteur
- 1999 : Chi Girl : Voice of Randy